# Теневой кабинет Эда Милибэнда
Теневой кабинет Эда Милибэнда (англ. Shadow Cabinet of Ed Miliband) был сформирован после победы Милибэнда на выборах лидера лейбористов 25 сентября 2010 года, назначенных после отставки Гордона Брауна в связи с поражением партии на парламентских выборах (с мая по октябрь 2010 года действовал теневой кабинет Гарриет Гарман, временно исполнявшей обязанности лидера).

## Общие сведения
В качестве лидера оппозиции Милибэнд получил право возглавить теневой кабинет, однако его персональный состав определился по итогам выборов теневого кабинета, проводившихся парламентариями-лейбористами с 4 по 7 октября 2010 года.
После поражения на выборах 7 мая 2015 года Милибэнд ушёл в отставку, с мая действовал второй теневой кабинет Гарриет Гарман, вновь временно исполнявшей обязанности лидера лейбористов, а 15 сентября 2015 года Джереми Корбин завершил формирование своего теневого кабинета.

## Список членов Кабинета
| Кабинет | Теневой Министр                                                   | Примечания                                                                                            |
| --- | ----------------------------------------------------------------- | --- |
| Лидер оппозиции Ее Величества                                                                                        | Эд Милибэнд, лидер партии Лейбористов.                            | |
| теневой заместитель премьер-министра заместитель руководителя Лейбористской партии председатель Лейбористской партии | Гарриет Гарман, второй человек в партии Лейбористов.              | |
| теневой канцлер казначейства                                                                                         | Алан Джонсон                                                      | До 20 января 2011                                                                                     |
| теневой канцлер казначейства                                                                                         | Эд Боллз (муж Иветты Купер), бывший министр                       | С 20 января 2011                                                                                      |
| теневой министр иностранных дел и по делам Содружества наций Великобритании                                          | Иветта Купер                                                      | До 20 января 2011                                                                                     |
| теневой министр иностранных дел и по делам Содружества наций Великобритании                                          | Дуглас Александер                                                 | С 20 января 2011                                                                                      |
| теневой министр внутренних дел Великобритании                                                                        | Эд Боллз                                                          | До 20 января 2011                                                                                     |
| теневой министр внутренних дел Великобритании                                                                        | Иветта Купер (жена Эда Боллза)                                    | С 20 января 2011                                                                                      |
| теневой Лорд-канцлер теневой министр юстиции                                                                         | Садик Хан                                                         | |
| теневой министр по делам Лондона                                                                                     | Тесса Джоуелл                                                     | До 16 января 2013                                                                                     |
| теневой министр по делам Лондона                                                                                     | Садик Хан                                                         | С 16 января 2013 по 11 мая 2015                                                                       |
| теневой Парламентский организатор в Палаты Общин                                                                     | Рози Уинтертон                                                    | |
| теневой министр здравоохранения                                                                                      | Джон Хили                                                         | До 6 октября 2011                                                                                     |
| теневой министр здравоохранения                                                                                      | Энди Бёрнем, бывший министр                                       | С 7 октября 2011                                                                                      |
| теневой министр по делам бизнеса, инноваций и ремесёл                                                                | Джон Денэм                                                        | До 6 октября 2011                                                                                     |
| теневой министр по делам бизнеса, инноваций и ремесёл                                                                | Чука Умунна                                                       | С 7 октября 2011                                                                                      |
| теневой министр труда и пенсий                                                                                       | Дуглас Александер                                                 | До 20 января 2011                                                                                     |
| теневой министр труда и пенсий                                                                                       | Лиам Бирн                                                         | С 20 января 2011 по 7 октября 2013                                                                    |
| теневой министр труда и пенсий                                                                                       | Рэйчел Ривз                                                       | С 7 октября 2013 по 8 июня 2015                                                                       |
| теневой министр труда и пенсий                                                                                       | Стивен Тиммс (и. о.)                                              | С 8 июня 2015                                                                                         |
| теневой министр образования                                                                                          | Энди Бёрнем                                                       | До 7 октября 2011                                                                                     |
| теневой министр образования                                                                                          | Стивен Твигг                                                      | С 7 октября 2011 по 7 октября 2013                                                                    |
| теневой министр образования                                                                                          | Тристрам Хант                                                     | С 7 октября 2013                                                                                      |
| теневой министр обороны                                                                                              | Джим Мерфи                                                        | По 7 октября 2013                                                                                     |
| теневой министр обороны                                                                                              | Вернон Коукер                                                     | С 7 октября 2013                                                                                      |
| теневой министр общин и местного самоуправления                                                                      | Кэролайн Флинт                                                    | По 7 октября 2011                                                                                     |
| теневой министр общин и местного самоуправления                                                                      | Хилари Бенн                                                       | 7 октября 2011 по 11 мая 2015                                                                         |
| теневой министр энергетики и изменения климата                                                                       | Мег Хильер                                                        | По 7 октября 2011                                                                                     |
| теневой министр энергетики и изменения климата                                                                       | Кэролайн Флинт                                                    | С 7 октября 2011                                                                                      |
| теневой лидер Палаты общин                                                                                           | Хилари Бенн                                                       | До 7 октября 2011                                                                                     |
| теневой лидер Палаты общин                                                                                           | Энджела Игл (сестра-близнец Марии Игл)                            | С 7 октября 2011                                                                                      |
| теневой министр транспорта                                                                                           | Мария Игл                                                         | До 7 октября 2013                                                                                     |
| теневой министр транспорта                                                                                           | Мэри Крей                                                         | С 7 октября 2013 по 5 ноября 2014                                                                     |
| теневой министр транспорта                                                                                           | Майкл Дагер                                                       | С 5 ноября 2014                                                                                       |
| теневой министр по делам Северной Ирландии                                                                           | Шон Вудворд                                                       | До 7 октября 2011                                                                                     |
| теневой министр по делам Северной Ирландии                                                                           | Вернон Коукер                                                     | С 7 октября 2011 до 7 октября 2013                                                                    |
| теневой министр по делам Северной Ирландии                                                                           | Айван Льюис                                                       | С 7 октября 2013                                                                                      |
| теневой министр международного развития                                                                              | Гарриет Гарман                                                    | До 7 октября 2011                                                                                     |
| теневой министр международного развития                                                                              | Айван Льюис                                                       | С 7 октября 2011 по 7 октября 2013                                                                    |
| теневой министр международного развития                                                                              | Джим Мёрфи                                                        | С 7 октября 2013 по 2 ноября 2014                                                                     |
| теневой министр международного развития                                                                              | Мэри Крей                                                         | С 5 ноября 2014                                                                                       |
| теневой министр по делам Шотландии                                                                                   | Энн Маккехин                                                      | До 7 октября 2011                                                                                     |
| теневой министр по делам Шотландии                                                                                   | Маргарет Кёррен                                                   | С 7 октября 2011 по 8 мая 2015                                                                        |
| теневой министр по делам Уэльса                                                                                      | Питер Хейн                                                        | До 15 мая 2012                                                                                        |
| теневой министр по делам Уэльса                                                                                      | Оуэн Смит                                                         | С 15 мая 2012                                                                                         |
| теневой министр окружающей среды, продовольствия и сельского хозяйства                                               | Мэри Крей                                                         | До 7 октября 2013                                                                                     |
| теневой министр окружающей среды, продовольствия и сельского хозяйства                                               | Мария Игл                                                         | С 7 октября 2013                                                                                      |
| теневой министр по делам кабинета министров                                                                          | Лиам Бирн                                                         | До 20 января 2011                                                                                     |
| теневой министр по делам кабинета министров                                                                          | Тесса Джоуелл                                                     | С 20 января по 7 октября 2011                                                                         |
| теневой министр по делам кабинета министров                                                                          | Джон Трикетт                                                      | С 7 октября 2011 по 7 октября 2013                                                                    |
| теневой министр по делам кабинета министров                                                                          | Майкл Дагер                                                       | С 7 октября 2013 по 5 ноября 2014                                                                     |
| теневой министр по делам кабинета министров                                                                          | Люси Пауэлл                                                       | С 5 ноября 2014                                                                                       |
| заместитель председателя Лейбористской партии                                                                        | Том Уотсон                                                        | С 8 октября 2011 по 11 июля 2013                                                                      |
| заместитель председателя Лейбористской партии                                                                        | Джонатан Эшуорт                                                   | С 11 июля 2013 — заместитель председателя Национального исполнительного комитета Лейбористской партии |
| теневой министр по вопросам женщин и равноправия                                                                     | Иветта Купер                                                      | До 7 октября 2013                                                                                     |
| теневой министр по вопросам женщин и равноправия                                                                     | Глория Де Пьеро                                                   | С 7 октября 2013                                                                                      |
| теневой главный секретарь Казначейства                                                                               | Энджела Игл                                                       | До 7 октября 2011                                                                                     |
| теневой главный секретарь Казначейства                                                                               | Рэйчел Ривз                                                       | С 7 октября 2011 по 7 октября 2013                                                                    |
| теневой главный секретарь Казначейства                                                                               | Крис Лесли                                                        | С 7 октября 2013 по 11 мая 2015                                                                       |
| лидер оппозиции в Палате лордов                                                                                      | баронесса Роял Блэйсдонская, член Тайного совета Её Величества.   | |
| теневой Парламентский организатор в Палате лордов                                                                    | Стив Бессам барон Брайтонский, член Тайного совета Ее Величества. | |
| теневой министр культуры, средств массовой информации и спорта                                                       | Айван Льюис                                                       | До 7 октября 2011                                                                                     |
| теневой министр культуры, средств массовой информации и спорта                                                       | Гарриет Гарман                                                    | С 8 октября 2011                                                                                      |
| Также имеют право участвовать в заседаниях теневого кабинета                                                         |                                                                   | |
| теневой министр без портфеля                                                                                         | Майкл Дагер                                                       | С 7 октября 2011 по 7 октября 2013                                                                    |
| теневой министр без портфеля                                                                                         | Джон Трикетт                                                      | С 7 октября 2013                                                                                      |
| теневой генеральный атторней Англии и Уэльса                                                                         | Патрисия Скотланд                                                 | До 7 октября 2011                                                                                     |
| теневой генеральный атторней Англии и Уэльса                                                                         | Эмили Торнберри                                                   | С 7 октября 2011 по 3 декабря 2014                                                                    |
| теневой генеральный атторней Англии и Уэльса                                                                         | барон Бах                                                         | С 3 декабря 2014                                                                                      |
| теневой координатор политики                                                                                         | Лиам Бирн                                                         | 2011 — 2012                                                                                           |
| теневой координатор политики                                                                                         | Джон Краддас                                                      | С 15 мая 2012                                                                                         |
| теневой младший министр Кабинета                                                                                     | Джон Трикетт                                                      | До 7 октября 2011                                                                                     |
| теневой младший министр социального обеспечения                                                                      | Лиз Кендалл                                                       | С 7 октября 2011                                                                                      |
| теневой младший министр жилищного хозяйства                                                                          | Эмма Рейнольдс                                                    | С 7 октября 2013                                                                                      |
| лидер ЕПЛП | Гленис Уилмотт                                                    | |